# Prossimi undici

N-11 in rosso: Messico, Nigeria, Egitto, Turchia, Iran, Pakistan, Bangladesh, Indonesia, Vietnam, Corea del Sud, Filippine

Con il termine prossimi undici (N-11) sono identificati, dalla Goldman Sachs e dall'economista Jim O'Neill, undici paesi (Bangladesh, Egitto, Indonesia, Iran, Messico, Nigeria, Pakistan, Filippine, Turchia, Corea del Sud e Vietnam) che insieme ai BRIC, poi divenuti BRICS, hanno la possibilità di diventare le più grandi economie del mondo nel XXI secolo.
La lista venne compilata dalla banca il 12 dicembre 2005, seguendo criteri promettenti per gli investimenti e la crescita futura: 

## Nazioni

### Paesi sviluppati
- Corea del Sud

### Paesi di recente industrializzazione
- Indonesia
- Iran
- Messico
- Filippine
- Turchia
- Pakistan

### Paesi in via di sviluppo
- Bangladesh
- Egitto
- Nigeria
- Vietnam